# Aglaia macrostigma
Aglaia macrostigma är en tvåhjärtbladig växtart som beskrevs av George King. Aglaia macrostigma ingår i släktet Aglaia och familjen Meliaceae. Inga underarter finns listade i Catalogue of Life.